# Lycodonomorphus rufulus
Espèce
Synonymes
- Coluber rufulus Lichtenstein, 1823
- Coronella leucopilus Smith, 1831
- Lycodonomorphus mlanjensis Loveridge, 1953

Lycodonomorphus rufulus est une espèce de serpents de la famille des Lamprophiidae.

## Répartition
Cette espèce se rencontre en Afrique du Sud, au Swaziland, au Lesotho, au Botswana, au Zimbabwe, dans le sud du Mozambique et au Malawi.

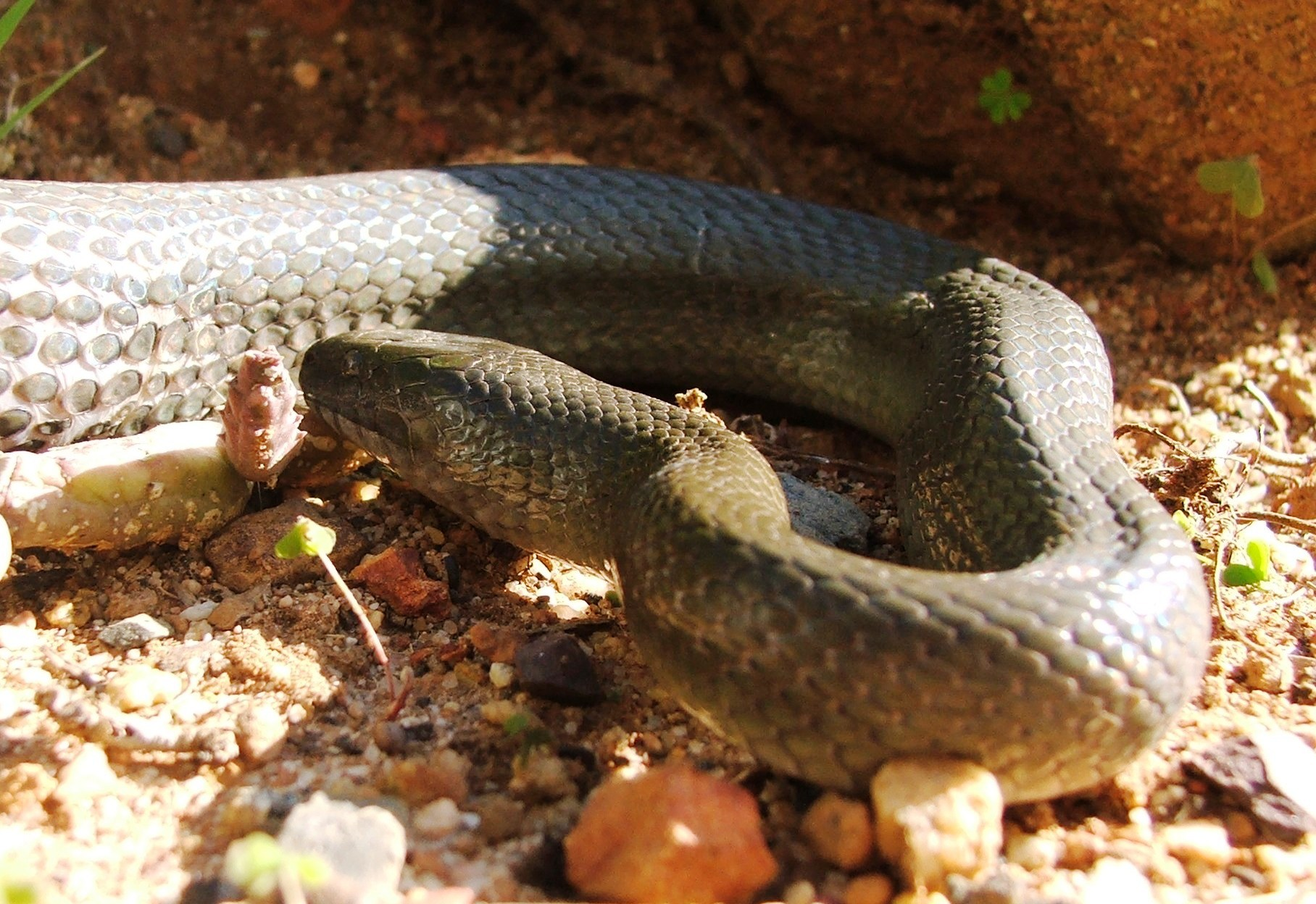

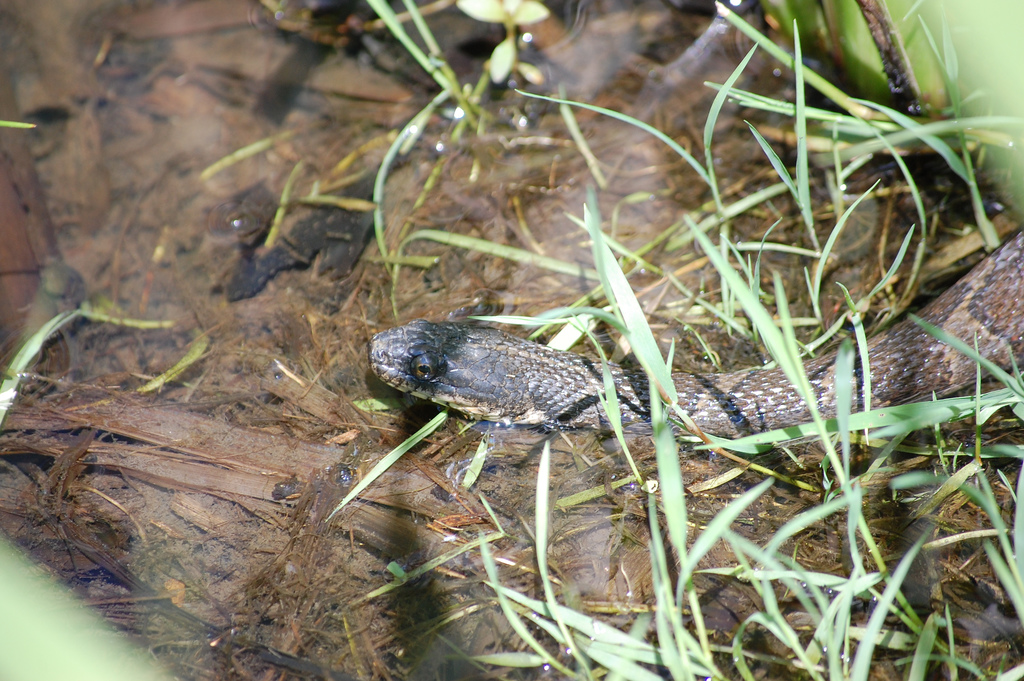

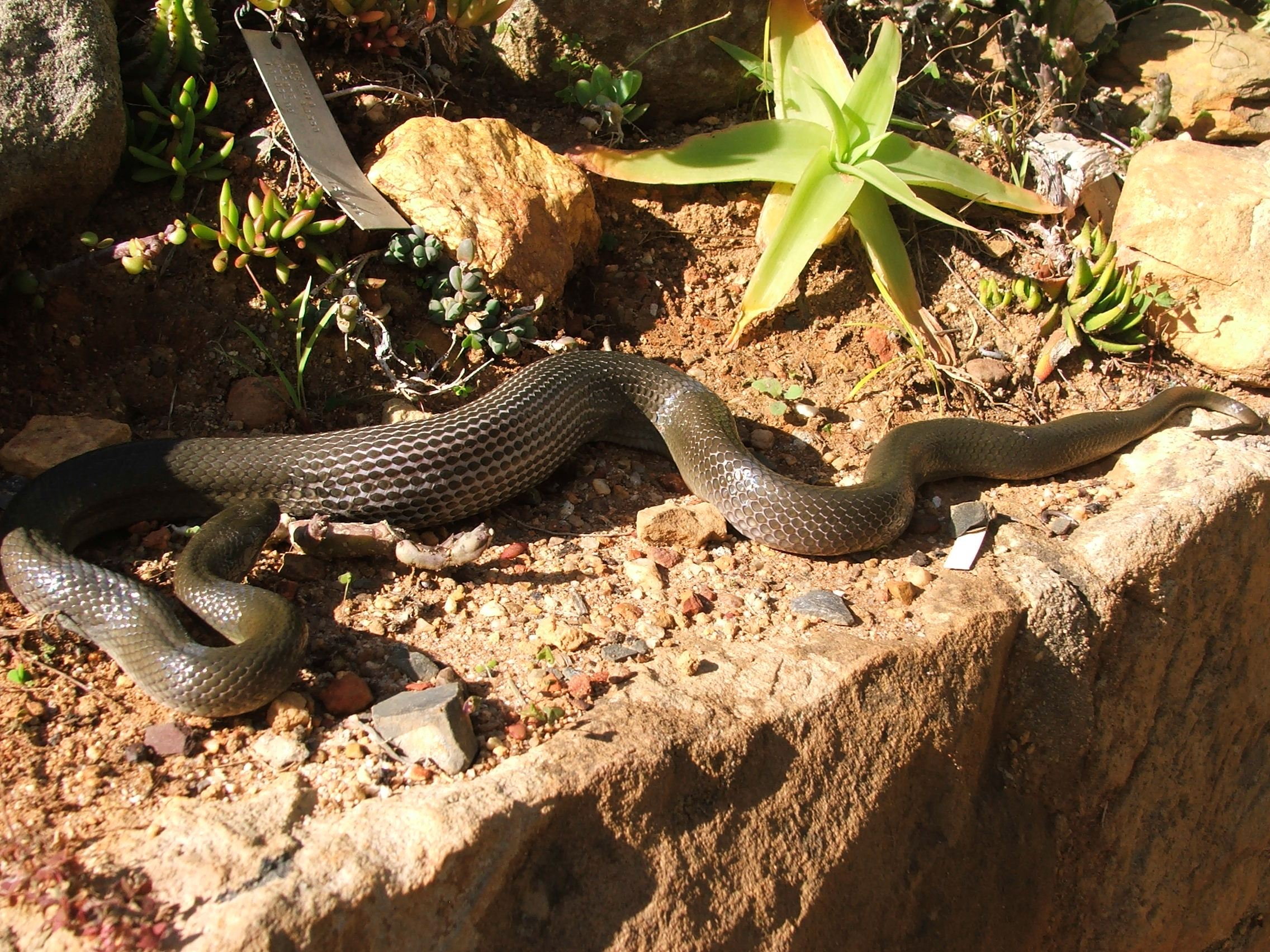

## Liste des sous-espèces
Selon The Reptile Database (13 déc. 2011) :
- Lycodonomorphus rufulus mlanjensis Loveridge, 1953
- Lycodonomorphus rufulus rufulus (Lichtenstein, 1823)

## Publications originales
- Lichtenstein, 1823 : Verzeichniss der Doubletten des Zoologischen Museums der Königlichen Friedrich-Wilhelm-Universität zu Berlin nebst Beschreibung vieler bisher unbekannter Arten von Säugethieren, Vögeln, Amphibien und Fischen. Königlich Preussische Akademie der Wissenschaften, Berlin, p. 1-118 (texte intégral).
- Loveridge, 1953 : Zoological Results of a fifth expedition to East Africa. III. Reptiles from Nyasaland and Tete. Bulletin of the Museum of Comparative Zoology at Harvard College, vol. 110, no 3, p. 142-322 (texte intégral).